# August von Oertzen

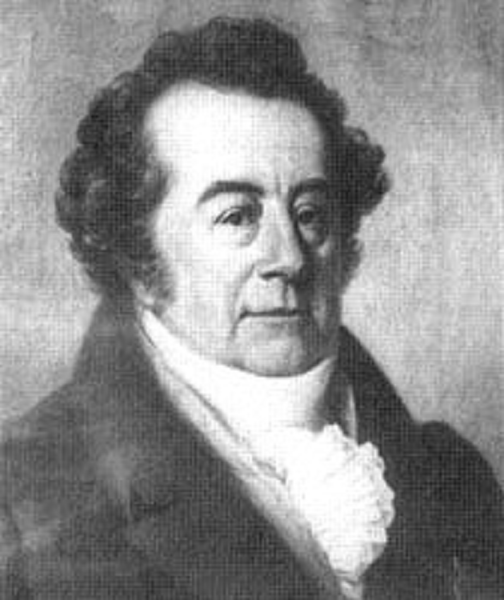
August von Oertzen

August Otto Ernst von Oertzen, vielleicht Freiherr von Oertzen (* 11. September 1777 in Kotelow; † 3. April 1837 in Berlin) war mecklenburg-strelitzscher Staatsminister, Kammerpräsident und Gutsbesitzer auf Klockow.

## Abstammung und Familie
August von Oertzen (Nr. 389 der Geschlechtszählung) war ein Abkömmling des adeligen Geschlechts von Oertzen, das in Mecklenburg zum eingeborenen Adel (Uradel) zählte. Sein Vater, Adolph Friedrich von Oertzen (#385; 1747–1796), war Gutsbesitzer auf Klockow, Kotelow, Lübbersdorf, Wittenborn sowie Vize-Landmarschall der Herrschaft Stargard. Seine Mutter, Ida (Margarethe Ernestine) (* 1749), entstammte dem Haus Miltzow des altmecklenburgischen Adelsgeschlechts von Dewitz.
Oertzen selbst heiratete am 8. Mai 1800 in Neubrandenburg Charlotte (Sophie Albertine Wilhelmine), geb. Freiin von Jasmund (1780–1818), Tochter des württembergischen Staatsministers Ludwig Helmuth Heinrich Freiherr von Jasmund (1748–1825). 1810 gehörte sie zur Neustrelitzer Hofgesellschaft, welche während der letzten Tage der Königin Luise von Preußen bei deren Tod in Hohenzieritz zugegen war und als eine der ersten darüber berichtete.
Nach dem frühen Tod seiner Frau am 21. Januar 1818 schloss Oertzen am 9. Juni 1819 in Tützpatz mit Louise, geb. von Plessen (1798–1883; aus der jüngeren Linie Damshagen) eine zweite Ehe.
Beiden Ehen entstammten insgesamt sechs Kinder, darunter als einziges Kind aus erster Ehe der Jurist und Komponist Carl von Oertzen.

## Beruflicher Werdegang
August von Oertzen besuchte bis 1796 die Ritterakademie (Brandenburg an der Havel) und studierte Rechtswissenschaften an der Universität Göttingen. Danach unternahm er eine weitere Reise durch Süddeutschland und kehrte Ende 1798 nach Mecklenburg zurück, nachdem er 1796 von den väterlichen Gütern Klockow empfangen und verpachtet hatte. 1798 trat er in den Mecklenburg-Strelitzschen Landesdienst ein als Kammerjunker und Auditor der Justizkanzlei in Neustrelitz. 1800 erfolgte seine Berufung zum Kanzlei- und 1804 zum Regierungsrat.
Im Jahr 1810 ernannte ihn Herzog Karl II. mit dem Prädikat Exzellenz zu einem (von zwei) Staatsministern. Oertzen gehörte damit gemeinsam mit Staatsminister Carl (Wilhelm Friedrich David) von Pentz (1776–1827) zu den ranghöchsten Regierungsbeamten von Mecklenburg-Strelitz. In dieser Funktion wurde er 1814 als Vertreter des Landesteils Mecklenburg-Strelitz – neben dem Mecklenburg-Schwerinschen Minister Leopold von Plessen – als zweiter bevollmächtigter Verhandlungsführer Mecklenburgs zum Wiener Kongress delegiert.
August von Oertzen besiegelte und unterschrieb die Deutsche Bundesakte 1815 im Namen seines Landesherrn ausweislich der noch im selben Jahr und später veröffentlichten Texteditionen mit dem Freiherrentitel. 1831 wurde August von Oertzen unter der Regentschaft von Großherzog Georg zum Kammerpräsidenten ernannt.
Oertzen legte 1836 seine Ämter aus gesundheitlichen Gründen nieder und starb im Folgejahr infolge schwerer Verbrennungen, die er sich durch eine Unachtsamkeit seines behandelnden Arztes in Berlin zugezogen hatte.
Den Text für sein Grablied, vertont durch Georg Friedrich Mantey von Dittmer, schrieb Johann Friedrich Bahrdt. Sein eisernes, baldachinartiges Grabdenkmal mit Balustrade in neogotischen Formen nach Motiven von Karl Friedrich Schinkel auf dem alten Neustrelitzer Friedhof wurde trotz Bemühungen von Annalise Wagner um dessen Erhaltung nach 1945 verschrottet.

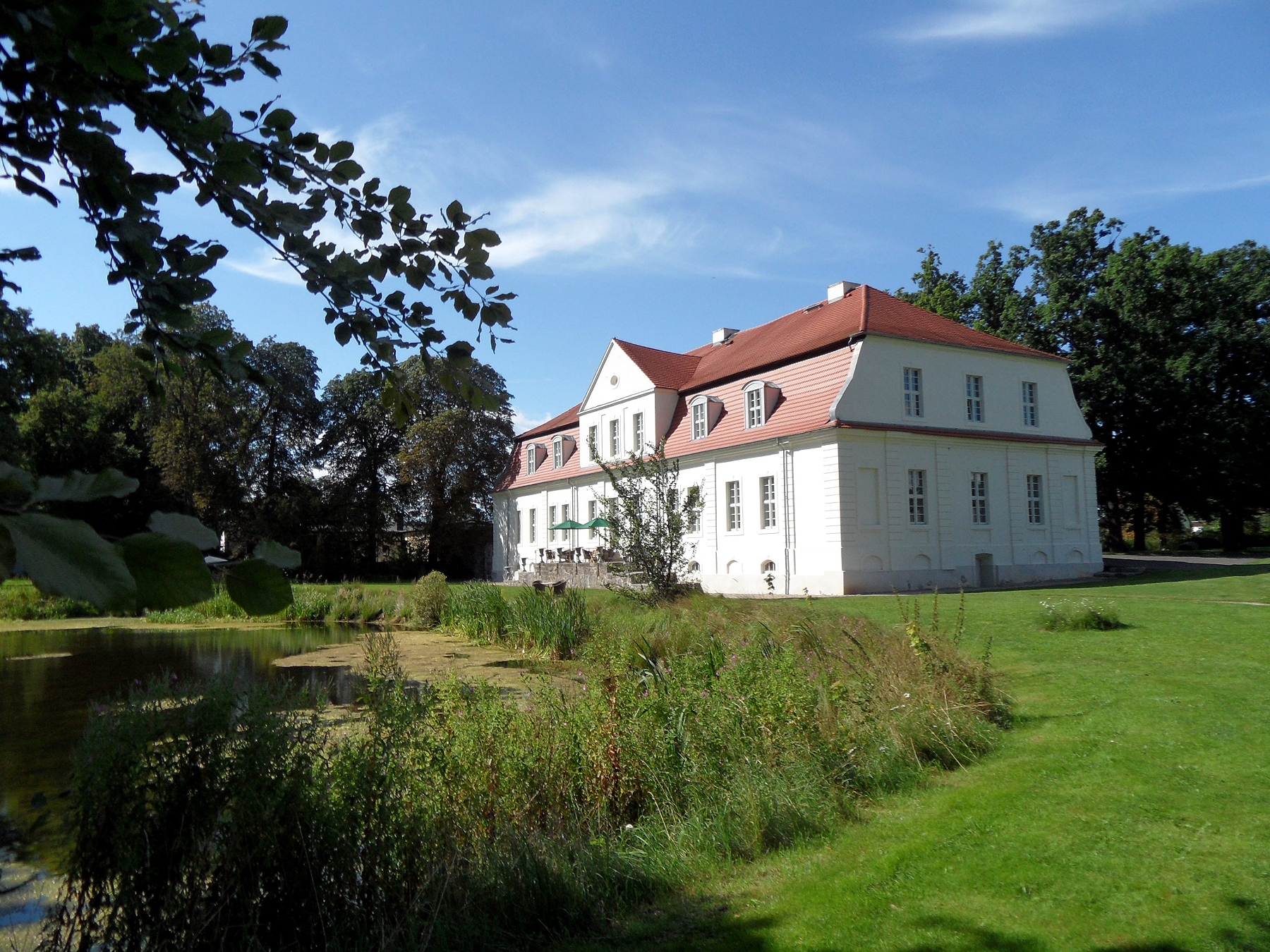
Herrenhaus Kotelow – Geburtshaus des August von Oertzen (2012)

## Orden
- Roter Adlerorden 1. Klasse
- Großkreuz des Hausordens vom Goldenen Löwen am 27. März 1817